# Allophylus guaraniticus
Allophylus guaraniticus là một loài thực vật có hoa trong họ Bồ hòn. Loài này được (A.St.-Hil.) Radlk. mô tả khoa học đầu tiên năm 1895.